# 項淑美
项淑美（17世纪？—1645年），明朝女性人物，浙江淳安县人。
项淑美嫁给方希文。方希文好藏书。杭州失守，大帅方国安溃兵掠夺江岸，数百里没有安定之地。方希文躲避到山间，带着书前往。幼子得病，方希文前去请医，淑项美与一老妇一侍女留在家里。当晚，乱兵突然来临，纵火肆掠。侍女挽着项淑美衣服，想要一起出去，她正色怒叱：“出去则死于乱兵，不出则死于火中，都是死，死于火中不受辱。”老妇已先去，见火更大了回来，大呼：“火烧过来了，为什么不出来？”项淑美不答应，取书堆在左右，与身体等高，坐在其中。不久火至，书尽焚烧，项淑美也死了。乱兵退，方希文回来，见余烬在她尸体旁旋而成堆，好像护其遗骨者。他放声痛哭，灰即散，于是收拾遗骨葬在祖坟旁。